# アエロ A.200
アエロ A.200
- 用途：スポーツ機
- 製造者：アエロ
- 運用者：チェコスロバキア

アエロ A.200（Aero A.200）は、ヨーロッパ・ツーリング機選手権大会のチャレンジ 1934向けに特別に設計製造されたチェコスロバキアの4座の低翼単葉スポーツ機である。

## 運用
大会でJan Ambrožが操縦するA.200は1位と2位を獲得したポーランドのRWD-9とドイツのフィーゼラー Fi 97の前に4位に終わり、Vojtěch Žačekが操縦するもう1機のA.200は34機中の14位であった。これらの機体の登録番号はOK-AMAとOK-AMBであった。
技術評価部門でA.200は大会参加機中4位を獲得し、74.5-77.6 mの記録で8-m越えの短距離離陸部門で最優秀の成績を収めたが、8-m越えからの着陸では118 mを要した。

## 特徴
A.200は、張り線で支持された低翼単葉の混合構造の機体で、楕円断面の胴体は金属フレームを木と羽布で覆っていた。後方折畳み式で木製構造の長方形の主翼は羽布で覆われ、全幅に渡る前縁スラットとフラップを備えていた。多分割式キャノピーに覆われたキャビンは、前席が複式操縦装置を備えた並列2座で後部にも2座席を備えていた。機首にはNACA カウリングに包まれた星型エンジンと固定ピッチの木製2枚ブレードのプロペラと通常の尾橇式の固定降着装置を備えていた。

## 要目
（A.200）
- 乗員：1名
- 乗客：3名（副操縦士を含む）

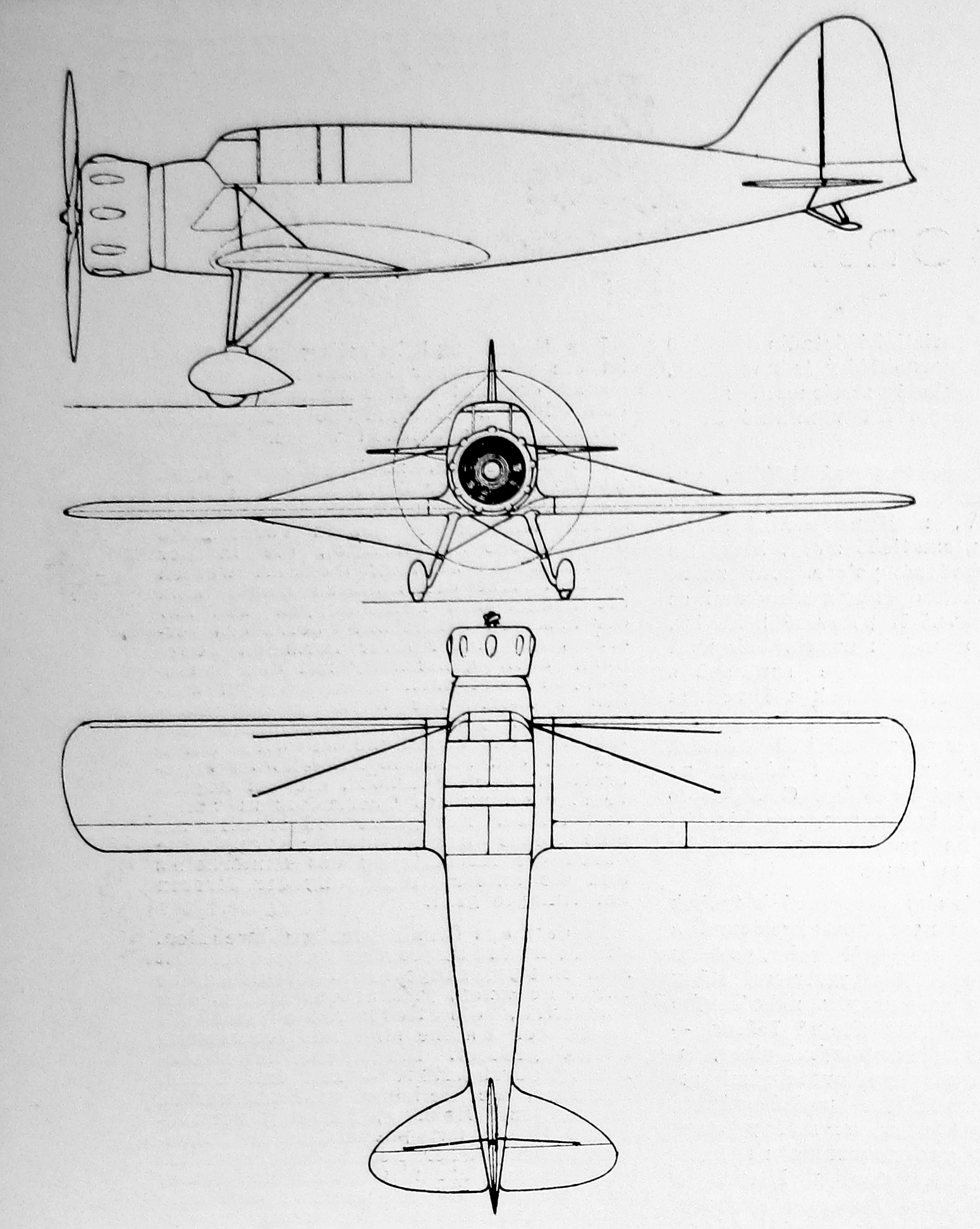
アエロ A.200

- 全長：7.80 m (25 ft 7 in)
- 全幅：11.10 m (36 ft 5 in)
- 全高：2.55 m (8 ft 4⅜ in)
- 翼面積：16.6 m² (178 ft²)
- 翼面荷重：57.2 kg/m² (11.7 lb/ft²)
- 空虚重量：560 kg (1,200 lb)
- 全備重量：950 kg (2,090 lb)
- 有効積載重量：390 kg (860 lb)
- 馬力重量比：0.17 kW/kg (0.11 hp/lb)
- エンジン：1 × ヴァルター ボーラ（Bora）空冷9気筒星型エンジン、161.7 kW (220 hp)
- 最大速度：255 km/h (138 knots, 159 mph)
- 巡航速度：220 km/h
- 巡航高度：6,300 m (21,000 ft)
- 航続距離：800 km (432 nm, 500 mi)